# Fritz Nobis
Pour les articles homonymes, voir Nobis.
'Fritz Nobis', est un rosier arbuste moderne, créé en 1940 par le rosiériste allemand Kordes. Le nom du rosier est dédié à un ami de l'obtenteur. Il est toujours très présent dans les jardins et pépinières.

## Description
Rosier très buissonnant, touffu, il forme un arbuste au port étalé, ample, équilibré. De fins boutons pointus, rouges, donnent naissance à des corolles rose tendre à revers plus intense, nimbées d'un voile corail. Les pétales qui dessinent une couronne légèrement froncée autour des étamines jaune d'or. Il dispense des bouquets formés de dix à vingt fleurs de 6 à 8 cm de diamètre, composées de dix à vingt pétales. Il ne fleurit qu'une fois par an mais la floraison est assez longue et très fournie et lui permet une place de choix, .
Son parfum est agréable et légèrement épicé. Ses rameaux longs, fins, arqués, plient sous le poids de la floraison. Son feuillage est gris-vert à vert foncé, avec des feuilles de 5 ou 7 folioles ovales, dentées et coriaces.
Ce rosier a une excellente résistance aux maladies et au froid.
Sa taille varie entre 1,60 m et 2 m, mais peut monter jusque 3 m,.

## Ascendance
'Johanna Hill' × 'Magnifica'.

## Distinctions
- La RHS (Royal Horticultural Society) lui décerne un AGM Award of Garden Merit en 1993[3].